# Серед сірих каменів
«Серед сірих каменів» (рос. «Среди серых камней») — український радянський художній фільм 1983 року режисера Кіри Муратової за повістю Володимира Короленка «В поганому товаристві».

## Сюжет
Смерть дружини спустошила будинок судді. Тепер він одержимий болісними спогадами про минуле. Дійсність викликає в ньому лише досаду і роздратування. Син судді прагне покинути рідний дім. Його друзями стають діти жебрака...

## У ролях
- Ігор Шарапов — Вася
- Оксана Шлапак — Маруся
- Роман Левченко — Вальок
- Сергій Попов — Валентин
- Станіслав Говорухін — батько
- Віктор Арістов
- Віктор Гоголєв
- Федір Нікітін
- Володимир Пожидаєв
- Ніна Русланова
- В епізодах: М. Батрак, Н. Ващенко. Ф. Войчик, О. Гладкий, В. Горбачевський, Михайло Данилов, В. Денис, Л. Драновська, Володимир Дятлов, М. Железнякова, І. Зайцев, А. Кантор, Володимир Карасьов, М. Ковальський, Валентин Козачков, В. Костецька, Леонід Кушнір, В. Лісовський, Вікторія Мамасахлісова, П. Михайлічук, Віктор Павлов, В. Пацай, Павло Поліщук, Л. Сандовецька, Е. Трубін, Лора Умарова, Віктор Черненко, Олег Шапко, А. Шелєхов та ін.

## Творча група
- Сценарій і постановка: Кіра Муратова (в титрах — Іван Сидоров)
- Оператор-постановник: Олексій Родіонов
- Художник-постановник: Валентин Гідулянов
- Художник по костюмах: Наталія Дзюбенко
- Режисер монтажу: Валентина Олійник
- Звукооператори: Ігор Скіндер, Володимир Богдановський
- Художники-гримери: Світлана Кучерявенко, А. Ситникова
- Художник-декоратор: В. Малюгін
- Режисер: Н. Попова
- Оператор: М. Курганський
- Редактор: І. Матьяшек
- Директор картини: Вольдемар Дмитрієв

## Відгуки
- Письменник, журналіст Дмитро Биков (кілька слів пам'яті Станіслава Говорухіна): „Дуже символічно і дивно вийшло, що він пішов практично одночасно з Кірою Муратовою, його ровесницею і, в загальному, подругою, тому що саме в її фільмі «Серед сірих каменів» він зіграв, — не побоюся цього слова, — велику роль. Найкращу свою роль — роль судді. Батька.“ (радіо «Ехо Москви», авторська програма «Один» (15.06.2018)[3]